# Ligue de baseball
La Ligue de baseball (en suédois : Baseballigan) est un groupe de policiers suédois du secteur 1 du quartier de Norrmalm à Stockholm. Il était composé de policiers ayant des idées d'extrême droite. Ses membres ont notamment été appréhendés en automne 1983 pour acte de violence durant leurs fonctions.

## Meurtre du premier ministre suédois
Des enquêtes ont indiqué qu'ils pourraient avoir eu un rôle important dans le meurtre du premier ministre suédois Olof Palme le 28 février 1986.